# Oznamuje se láskám vašim
Oznamuje se láskám vašim je romanticko-psychologický československý film natočený v roce 1988 režisérem Karlem Kachyňou.

## Děj
Film vypráví příběh velké válečné lásky českého labského lodníka Karla (Lukáš Vaculík) a drážďanské dívky Ulriky (Markéta Hrubešová), dcery německého plukovníka, velitele místního zajateckého tábora. Jejich vztah nejprve začíná jako pouhé dobrodružství, později však přeroste ve velkou lásku. Do jejich vztahu se však stále vměšuje druhá světová válka a nejen jejich rozdílné společenské postavení, ale i národnostní problémy. Karel pak odjíždí domů do Čech na dovolenou, během zimní cesty v nevytopeném vlaku s rozbitými okny onemocní zápalem plic a za Ulrikou se vrátí až po těžkém náletu na Drážďany. Bohužel Ulriku nenajde, její dům je vybombardován. Karel stále žije nadějí, že přežila a stále čeká.

## Obsazení
| Lukáš Vaculík      | lodník Karel Svorník                |
| Markéta Hrubešová  | Ulrika von Polchow                  |
| Antonín Procházka  | lodník Bohouš Kotera, Karlův kolega |
| Zdeněk Martínek    | starý převozník Würdisch            |
| Miroslav Moravec   | Svorník, Karlův otec                |
| Karel Šebesta      | komisař gestapa                     |
| Ladislav Lakomý    | plukovník von Polchow, otec Ulriky  |
| Bohumila Dolejšová | Svorníková, Karlova matka           |
| Jiřina Jelenská    | domovnice Siebertová                |
| Dana Homolová      | Margot                              |
| Vlasta Žehrová     | Traude                              |
| Anna Kreuzmannová  | babička Ulriky                      |
| Zdeňka Sajfertová  | Ingrid                              |
| Jiří Holý          | inspektor Khol                      |
| Jan Teplý          | inspektor zvaný Mecenáš             |
| Václav Neužil      | lékař                               |
| David Vejražka     | asistent komisaře                   |
| Pavel Nový         | Balatý                              |
| Václav Vydra       | kapitán Krause, Ulričin snoubenec   |

Dále hrají: Zdeněk Blažek (lékař na gestapu), Šárka Štembergová (starší žena), Eduard Pavlíček (cestující), Otomar Krejča ml. (písař na gestapu Hans), Jiří Kosek (Rudi), Jiří Patočka (starý lodník), Peter Jahoda (lodník), Otakar Dadák (sedlák, uprchlík ze Sedmihradska), Regina Zahradníková (nevěsta Gerda), Martin Velda (ženich), Alex Jandouš (příslušník schupo), Jan Víšek (příslušník schupo), Miroslav Grác (udavač), Eva Trunečková (biletářka), Miroslav Homola (kněz), Milan Charvát (průvodčí v rychlíku), Monika Kobrová (koketka), Pavel Krátký (rváč), Igor Smržík (policista), Ludvík Pozník (policista), Vít Pešina (chlapík), Hana Ševčíková (dívka), Silvie Tikovská (dívka), Karel Smrž (harmonikář), Jiří Langmajer (Ulričin bratr Hubert na fotografii)

## Tvůrci a štáb
- Režie: Karel Kachyňa
- Předloha: Karel Zídek (stejnojmenná kniha)
- Scénář: Karel Kachyňa, Dušan Hamšík
- Dramaturgové: Sonja Kroupová, Václav Šašek
- Kamera: Richard Valenta
- Vedoucí výroby: Viktor Schwarcz
- Hudba: Milan Svoboda
- Architekt: Karel Lier
- Návrhy kostýmů: Irena Greifová
- Vedoucí kostymérka: Helena Vondrušková
- Zvuk: Pavel Jelínek
- Střih: Jiří Brožek
- Umělecký maskér: Jiří Šimon
- Pomocný režisér: Zeno Dostál
- Vedoucí výpravy: Miloslav Dvořák

## Návštěvnost
Od své premiéry v únoru 1989 až do 31. prosince 1992, kdy byl vyřazen z distribuce, vidělo film v českých kinech v rámci 4 832 představení celkem 476 430 diváků.